# Gyeplabda az 1956. évi nyári olimpiai játékokon
Az 1956. évi nyári olimpiai játékokon a gyeplabdatornát november 23. és december 6. között rendezték. A tornán 12 válogatott szerepelt.
India mind az öt mérkőzését megnyerve, kapott gól nélkül nyerte az aranyérmet.

## Éremtáblázat
(Az egyes számoszlopok legmagasabb értéke, vagy értékei vastagítással kiemelve.)
| Az 1956. évi nyári olimpiai játékok éremtáblázata gyeplabdában | Az 1956. évi nyári olimpiai játékok éremtáblázata gyeplabdában | Az 1956. évi nyári olimpiai játékok éremtáblázata gyeplabdában | Az 1956. évi nyári olimpiai játékok éremtáblázata gyeplabdában | Az 1956. évi nyári olimpiai játékok éremtáblázata gyeplabdában | Olimpia  |
| -------------------------------------------------------------- | -------------------------------------------------------------- | -------------------------------------------------------------- | -------------------------------------------------------------- | -------------------------------------------------------------- | -------- |
|                                                                | Ország                                                         | Arany                                                          | Ezüst                                                          | Bronz                                                          | Összesen |
| 1.                                                             | India (IND)                                                    | 1                                                              | 0                                                              | 0                                                              | 1        |
|                                                                |                                                                |                                                                |                                                                |                                                                |          |
| 2.                                                             | Pakisztán (PAK)                                                | 0                                                              | 1                                                              | 0                                                              | 1        |
|                                                                |                                                                |                                                                |                                                                |                                                                |          |
| 3.                                                             | Egyesült Német Csapat (EUA)                                    | 0                                                              | 0                                                              | 1                                                              | 1        |
|                                                                |                                                                |                                                                |                                                                |                                                                |          |
| Összesen                                                       | Összesen                                                       | 1                                                              | 1                                                              | 1                                                              | 3        |

## Érmesek
| Az 1956. évi nyári olimpiai játékok érmesei férfi gyeplabdában | Az 1956. évi nyári olimpiai játékok érmesei férfi gyeplabdában | Az 1956. évi nyári olimpiai játékok érmesei férfi gyeplabdában | Az 1956. évi nyári olimpiai játékok érmesei férfi gyeplabdában |
| --- | --- | --- | -------------------------------------------------------------- |
| Arany | Ezüst | Bronz |                                                                |
| India (IND) | Pakisztán (PAK) | Egyesült Német Csapat (EUA) |                                                                |
| Shankar Laxman Bakshish Singh Randhir Szingh Dzsentl Leslie Claudius Amir Kumar Govind Perumal Rághbír Lál Gurdev Singh Balbir Szingh Udham Szingh Raghbír Szingh Bhola Charles Stephen Ranganáthan Frenszisz Balkishan Singh Amit Singh Bakshi Haripal Kaushik Hardyal Singh | Zakir Hussain Munir Ahmad Dan Manzoor Hussain Atif Ghulam Rasul Anwar Khan Noor Alam Abdul Hamid Habibur Rehman Naseer Bunda Motiullah Khan Latif-ur Rehman Akhtar Hussain Habib Ali Kiddi Qazi Massarrat Hussain | Alfred Lücker Helmut Nonn Günther Ullerich Günther Brennecke Werner Delmes Eberhard Ferstl Hugo Dollheiser Heinz Radzikowski Wolfgang Nonn Hugo Budinger Werner Rosenbaum |                                                                |

## Csoportkör
| Színmagyarázat               |
| ---------------------------- |
| Az elődöntőbe jutott.        |
| Az 5–8. helyért játszhattak. |
| A 9–12. helyért játszhattak. |

### A csoport
| Csapat                 | M | Gy | D | V | G+ | G– | Gk  | P |
| ---------------------- | - | -- | - | - | -- | -- | --- | - |
| India (IND)            | 3 | 3  | 0 | 0 | 36 | 0  | +36 | 6 |
| Szingapúr (SIN)        | 3 | 2  | 0 | 1 | 11 | 7  | +4  | 4 |
| Afganisztán (AFG)      | 3 | 1  | 0 | 2 | 5  | 20 | –15 | 2 |
| Egyesült Államok (USA) | 3 | 0  | 0 | 3 | 2  | 27 | –25 | 0 |

| 1956. november 26. 11:30 | Szingapúr (SIN) | 6 – 1 | Egyesült Államok (USA) |  |
| 1956. november 26. 11:30 | (3 – 1)         |       |                        |  |

| 1956. november 26. 14:30 | India (IND) | 14 – 0 | Afganisztán (AFG) |  |
| 1956. november 26. 14:30 | (3 – 0)     |        |                   |  |

| 1956. november 28. 11:30 | Szingapúr (SIN) | 5 – 0 | Afganisztán (AFG) |  |
| 1956. november 28. 11:30 | (4 – 0)         |       |                   |  |

| 1956. november 28. 14:30 | India (IND) | 16 – 0 | Egyesült Államok (USA) |  |
| 1956. november 28. 14:30 | (6 – 0)     |        |                        |  |

| 1956. november 30. 11:30 | India (IND) | 6 – 0 | Szingapúr (SIN) |  |
| 1956. november 30. 11:30 | (3 – 0)     |       |                 |  |

| 1956. november 30. 14:30 | Afganisztán (AFG) | 5 – 1 | Egyesült Államok (USA) |  |
| 1956. november 30. 14:30 | (2 – 1)           |       |                        |  |

### B csoport
| Csapat               | M | Gy | D | V | G+ | G– | Gk | P |
| -------------------- | - | -- | - | - | -- | -- | -- | - |
| Nagy-Britannia (GBR) | 4 | 2  | 2 | 0 | 6  | 4  | +1 | 6 |
| Ausztrália (AUS)     | 4 | 2  | 0 | 2 | 6  | 5  | +2 | 4 |
| Malájföld (MAL)      | 3 | 0  | 2 | 1 | 5  | 6  | –1 | 2 |
| Kenya (KEN)          | 3 | 0  | 2 | 1 | 2  | 4  | –2 | 2 |

| 1956. november 23. 11:30 | Malájföld (MAL) | 2 – 2 | Nagy-Britannia (GBR) |  |
| 1956. november 23. 11:30 | (1 – 1)         |       |                      |  |

| 1956. november 23. 14:30 | Ausztrália (AUS) | 2 – 0 | Kenya (KEN) |  |
| 1956. november 23. 14:30 | (1 – 0)          |       |             |  |

| 1956. november 24. 16:00 | Nagy-Britannia (GBR) | 1 – 1 | Kenya (KEN) |  |
| 1956. november 24. 16:00 | (1 – 1)              |       |             |  |

| 1956. november 26. 16:00 | Ausztrália (AUS) | 3 – 2 | Malájföld (MAL) |  |
| 1956. november 26. 16:00 | (2 – 1)          |       |                 |  |

| 1956. november 28. 16:00 | Kenya (KEN) | 1 – 1 | Malájföld (MAL) |  |
| 1956. november 28. 16:00 | (1 – 0)     |       |                 |  |

| 1956. november 30. 16:00 | Nagy-Britannia (GBR) | 2 – 1 | Ausztrália (AUS) |  |
| 1956. november 30. 16:00 | (1 – 0)              |       |                  |  |

Rájátszás az első helyért
| 1956. december 1. 14:00 | Nagy-Britannia (GBR) | 1 – 0 | Ausztrália (AUS) |  |
| 1956. december 1. 14:00 | (0 – 0)              |       |                  |  |

### C csoport
| Csapat                      | M | Gy | D | V | G+ | G– | Gk | P |
| --------------------------- | - | -- | - | - | -- | -- | -- | - |
| Pakisztán (PAK)             | 3 | 2  | 1 | 0 | 7  | 1  | +6 | 5 |
| Egyesült Német Csapat (EUA) | 3 | 1  | 2 | 0 | 5  | 4  | +1 | 4 |
| Új-Zéland (NZL)             | 3 | 1  | 0 | 2 | 8  | 10 | –2 | 2 |
| Belgium (BEL)               | 3 | 0  | 1 | 2 | 0  | 5  | –5 | 1 |

| 1956. november 23. 16:00 | Pakisztán (PAK) | 2 – 0 | Belgium (BEL) |  |
| 1956. november 23. 16:00 | (1 – 0)         |       |               |  |

| 1956. november 24. 14:30 | Egyesült Német Csapat (EUA) | 5 – 4 | Új-Zéland (NZL) |  |
| 1956. november 24. 14:30 | (3 – 3)                     |       |                 |  |

| 1956. november 27. 14:30 | Pakisztán (PAK) | 5 – 1 | Új-Zéland (NZL) |  |
| 1956. november 27. 14:30 | (2 – 0)         |       |                 |  |

| 1956. november 27. 16:00 | Egyesült Német Csapat (EUA) | 0 – 0 | Belgium (BEL) |  |
| 1956. november 27. 16:00 | (0 – 0)                     |       |               |  |

| 1956. november 29. 14:30 | Egyesült Német Csapat (EUA) | 0 – 0 | Pakisztán (PAK) |  |
| 1956. november 29. 14:30 | (0 – 0)                     |       |                 |  |

| 1956. november 29. 16:00 | Új-Zéland (NZL) | 3 – 0 | Belgium (BEL) |  |
| 1956. november 29. 16:00 | (1 – 0)         |       |               |  |

## Helyosztók

### A 9–12. helyért
| 1956. december 3. | Malájföld (MAL) | 8 – 0 | Afganisztán (AFG) |  |
| 1956. december 3. |                 |       |                   |  |

| 1956. december 3. | Kenya (KEN) | 3 – 0 | Egyesült Államok (USA) |  |
| 1956. december 3. |             |       |                        |  |

| 1956. december 4. | Malájföld (MAL) | 3 – 0 | Egyesült Államok (USA) |  |
| 1956. december 4. |                 |       |                        |  |

| 1956. december 4. | Kenya (KEN) | 9 – 0 | Afganisztán (AFG) |  |
| 1956. december 4. |             |       |                   |  |

| 1956. december 6. | Malájföld (MAL) | 3 – 2 | Kenya (KEN) |  |
| 1956. december 6. |                 |       |             |  |

| 1956. december 6. | Afganisztán (AFG) | 1 – 1 | Egyesült Államok (USA) |  |
| 1956. december 6. |                   |       |                        |  |

Végeredmény
| Csapat                 | M | Gy | D | V | G+ | G– | Gk  | P |
| ---------------------- | - | -- | - | - | -- | -- | --- | - |
| Malájföld (MAL)        | 3 | 3  | 0 | 0 | 14 | 2  | +12 | 6 |
| Kenya (KEN)            | 3 | 2  | 0 | 1 | 14 | 3  | +11 | 4 |
| Egyesült Államok (USA) | 3 | 0  | 1 | 2 | 1  | 7  | –6  | 1 |
| Afganisztán (AFG)      | 3 | 0  | 1 | 2 | 1  | 18 | –17 | 1 |

### Az 5–8. helyért
| 1956. december 3. 9:00 | Új-Zéland (NZL) | 13 – 0 | Szingapúr (SIN) |  |
| 1956. december 3. 9:00 |                 |        |                 |  |

| 1956. december 3. 11:30 | Belgium (BEL) | 2 – 2 | Ausztrália (AUS) |  |
| 1956. december 3. 11:30 |               |       |                  |  |

| 1956. december 4. 9:00 | Belgium (BEL) | 5 – 0 | Szingapúr (SIN) |  |
| 1956. december 4. 9:00 |               |       |                 |  |

| 1956. december 4. 11:30 | Ausztrália (AUS) | 1 – 0 | Új-Zéland (NZL) |  |
| 1956. december 4. 11:30 | (0 – 0)          |       |                 |  |

| 1956. december 6. 9:00 | Új-Zéland (NZL) | 3 – 2 | Belgium (BEL) |  |
| 1956. december 6. 9:00 |                 |       |               |  |

| 1956. december 6. 11:30 | Ausztrália (AUS) | 5 – 0 | Szingapúr (SIN) |  |
| 1956. december 6. 11:30 |                  |       |                 |  |

Végeredmény
| Csapat           | M | Gy | D | V | G+ | G– | Gk  | P |
| ---------------- | - | -- | - | - | -- | -- | --- | - |
| Ausztrália (AUS) | 3 | 2  | 1 | 0 | 8  | 2  | +6  | 5 |
| Új-Zéland (NZL)  | 3 | 2  | 0 | 1 | 16 | 3  | +13 | 4 |
| Belgium (BEL)    | 3 | 1  | 1 | 1 | 9  | 5  | +4  | 3 |
| Szingapúr (SIN)  | 3 | 0  | 0 | 3 | 0  | 23 | –23 | 0 |

### Elődöntők
| 1956. december 3. 14:30 | India (IND) | 1 – 0 | Egyesült Német Csapat (EUA) |  |
| 1956. december 3. 14:30 | (0 – 0)     |       |                             |  |

| 1956. december 3. 16:00 | Pakisztán (PAK) | 3 – 2 | Nagy-Britannia (GBR) |  |
| 1956. december 3. 16:00 | (3 – 1)         |       |                      |  |

### Bronzmérkőzés
| 1956. december 6. 14:30 | Egyesült Német Csapat (EUA) | 3 – 1 | Nagy-Britannia (GBR) |  |
| 1956. december 6. 14:30 | (2 – 1)                     |       |                      |  |

### Döntő
| 1956. december 6. 16:00 | India (IND) | 1 – 0 | Pakisztán (PAK) |  |
| 1956. december 6. 16:00 | (0 – 0)     |       |                 |  |

| Az 1956. évi nyári olimpiai játékok férfi gyeplabdatornájának olimpiai bajnoka |
| · INDIA · 6. cím                                                               |
| ------------------------------------------------------------------------------ |

## Végeredmény
| Helyezés | Csapat                      | M | Gy | D | V | G+ | G– | Gk  | P  |
| -------- | --------------------------- | - | -- | - | - | -- | -- | --- | -- |
| Arany    | India (IND)                 | 5 | 5  | 0 | 0 | 38 | 0  | +38 | 10 |
| Ezüst    | Pakisztán (PAK)             | 5 | 3  | 1 | 1 | 10 | 4  | +6  | 7  |
| Bronz    | Egyesült Német Csapat (EUA) | 5 | 2  | 2 | 1 | 8  | 6  | +2  | 6  |
| 4.       | Nagy-Britannia (GBR)        | 6 | 2  | 2 | 2 | 9  | 10 | –1  | 6  |
|          |                             |   |    |   |   |    |    |     |    |
| 5.       | Ausztrália (AUS)            | 7 | 4  | 1 | 2 | 14 | 7  | +7  | 9  |
| 6.       | Új-Zéland (NZL)             | 6 | 3  | 0 | 3 | 24 | 13 | +11 | 6  |
| 7.       | Belgium (BEL)               | 6 | 1  | 2 | 3 | 9  | 10 | –1  | 4  |
| 8.       | Szingapúr (SIN)             | 6 | 2  | 0 | 4 | 11 | 30 | –19 | 4  |
|          |                             |   |    |   |   |    |    |     |    |
| 9.       | Malájföld (MAL)             | 6 | 3  | 2 | 1 | 15 | 8  | +7  | 8  |
| 10.      | Kenya (KEN)                 | 6 | 2  | 2 | 2 | 16 | 7  | +9  | 6  |
| 11.      | Egyesült Államok (USA)      | 6 | 0  | 1 | 5 | 3  | 34 | –31 | 1  |
| 11.      | Afganisztán (AFG)           | 6 | 1  | 1 | 4 | 6  | 34 | –28 | 3  |